# Lhotky
Lhotky är en ort i Tjeckien.   Den ligger i regionen Mellersta Böhmen, i den centrala delen av landet, 60 km nordost om huvudstaden Prag. Lhotky ligger 272 meter över havet och antalet invånare är 132.
Terrängen runt Lhotky är huvudsakligen platt, men västerut är den kuperad. Terrängen runt Lhotky sluttar västerut. Runt Lhotky är det ganska glesbefolkat, med 38 invånare per kvadratkilometer. Närmaste större samhälle är Mladá Boleslav, 10,7 km väster om Lhotky. Trakten runt Lhotky består till största delen av jordbruksmark.